# A.C. Milan w sezonie 1957/1958

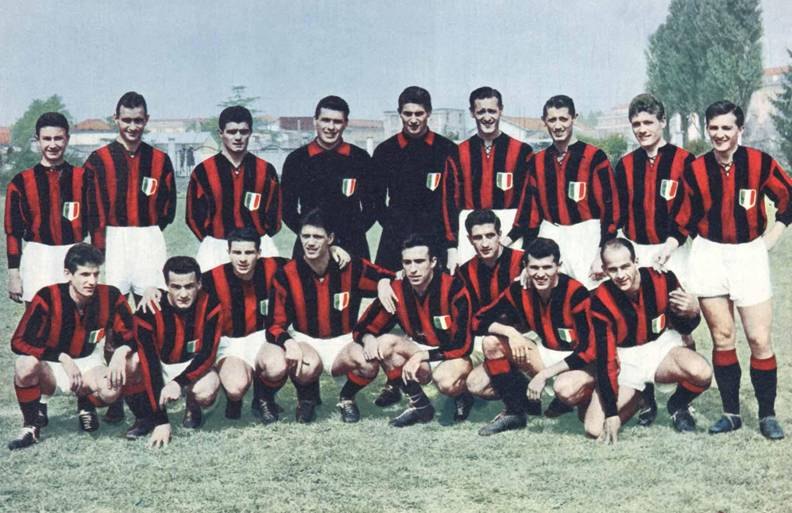
A.C. Milan 1957/58

Osiągnięcia i skład piłkarskiego zespołu A.C. Milan w sezonie 1957/58.

## Osiągnięcia
- Serie A: 9. miejsce
- Puchar Włoch: odpadnięcie w 1/4 finału
- Puchar Europy: porażka w finale

## Podstawowe dane
- Oficjalna nazwa klubu: Associazione Calcio Milan
- Siedziba klubu: Via Andegari 4
- Boisko: San Siro; Arena Civica
- Prezes klubu:  Andrea Rizzoli
- Trener zespołu:  Giuseppe Viani;  Luigi Bonizzoni[1]
- Kapitan drużyny:  Nils Liedholm

## Skład zespołu
Bramkarze:
| Włochy | Luciano Alfieri |
| Włochy | Lorenzo Buffon  |
| Włochy | Bruno Ducati    |
| Włochy | Narciso Soldan  |

Obrońcy:
| Włochy | Mario Bergamaschi   |
| Włochy | Cesare Maldini      |
| Włochy | Luigi Radice        |
| Włochy | Sandro Salvadore    |
| Włochy | Giovanni Trapattoni |
| Włochy | Mario Trebbi        |
| Włochy | Francesco Zagatti   |

Pomocnicy:
| Włochy           | Giancarlo Beltrami      |
| Włochy           | Eros Beraldo            |
| Włochy           | Mario Bergamaschi       |
| Norwegia         | Per Bredesen            |
| Włochy           | Alfio Fontana           |
| Argentyna        | Ernesto Grillo          |
| Szwecja          | Nils Liedholm           |
| Włochy           | Amos Mariani            |
| Włochy           | Giancarlo Millavacca    |
| Włochy           | Cesare Reina            |
| Urugwaj · Włochy | Juan Alberto Schiaffino |
| Włochy           | Luigi Zannier           |

Napastnicy:
| Włochy    | Giancarlo Bacci     |
| Włochy    | Dario Baruffi       |
| Włochy    | Gastone Bean        |
| Argentyna | Ernesto Cucchiaroni |
| Włochy    | Giancarlo Danova    |
| Włochy    | Eros Fassetta       |
| Włochy    | Carlo Galli         |
| Włochy    | Pietro Testa        |